# Eduardo Moliné O'Connor
Eduardo Moliné O'Connor  (Buenos Aires, 1938-Buenos Aires, 20 de agosto de 2014) cuyo nombre completo era Eduardo José Antonio Moliné O'Connor, fue un abogado y ministro de la Corte Suprema de Justicia de Argentina, cargo del que fue destituido por la Cámara de Senadores en 2003, por mal desempeño de su cargo.

## Carrera profesional
Ingresó a trabajar en la administración de justicia en 1956 en el fuero Civil y Comercial y en 1963 se recibió de abogado en la Facultad de Derecho y Ciencias Sociales de la Universidad de Buenos Aires. Posteriormente tuvo cargos públicos en Obras Sanitarias de la Nación y en el Ministerio de Relaciones Exteriores y también ejerció la profesión de abogado en su propio estudio. 
En los inicios de su carrera trabajó como relator de un juez en la Cámara Nacional de Apelaciones en lo Civil. Posteriormente trabajaba en su propio estudio comercial en 1990 cuando un decreto del presidente Carlos Saúl Menem lo nombró como juez de la Corte Suprema de Justicia de la Nación. Compartió el Tribunal, en distintos momentos con Guillermo Alberto Fernando López, Mariano Cavagna Martínez, Rodolfo Barra, Julio Oyhanarte, Augusto César Belluscio, Carlos S. Fayt, Enrique Petracchi, Ricardo Levene (hijo), Julio Nazareno, Adolfo Vázquez, Gustavo Bossert y Antonio Boggiano. 
Moliné O'Connor integró con López, Vázquez, Nazareno, y Boggiano la llamada “mayoría automática” caracterizada por fallos –muchos de ellos discutidos- que convalidaban la política de Menem.
Permaneció en el cargo hasta el 4 de diciembre de 2003 en que el Senado lo destituyó en un juicio político por mal desempeño por 45 votos a favor y 19 en contra.
En julio de 2024, 21 años después de su destitución por juicio político, la Comisión Interamericana de Derechos Humanos (CIDH) falló contra el Estado Argentino por "violar el principio de independencia judicial, del derecho a contar con una autoridad imparcial, el derecho a una motivación adecuada, al plazo razonable, al principio de legalidad, el derecho a la participación política y a la protección judicial consagrados en los artículos 8.1, 9, 23 y 25.1 de la Convención Americana de Derechos Humanos en relación con las obligaciones establecidas en los artículos 1.1 y 2 del mismo instrumento".
Fue vicepresidente de la Asociación Argentina de Tenis. Era cuñado de Hugo Anzorreguy, jefe de la SIDE en la gestión Menem.
Falleció en Buenos Aires el 20 de agosto de 2014, a los 76 años.